# Afrikai fehérfogú cickányok
Az afrikai fehérfogú cickányok (Myosoricinae) az emlősök (Mammalia) osztályának Eulipotyphla rendjébe, ezen belül a cickányfélék (Soricidae) családjába tartozó alcsalád.
Az alcsaládban a jelenlegi ismeretek szerint 25 élő faj van.

## Előfordulásuk
Az afrikai fehérfogú cickányok alcsaládja kizárólag a Szahara alatti Afrikában fordulnak elő. Ezen belül a Surdisorex nevű cickánynem Kenya endemikus állatcsoportja.

## Rendszerezés
Az alcsaládba az alábbi 3 nem tartozik:
- Congosorex Heim de Balsac & Lamotte, 1956 – 3 faj
- Myosorex J. E. Gray, 1838 – 19 faj; típusnem
- Surdisorex Thomas, 1906 – 3 faj